# مسابقه حمل همسر
 مسابقه حمل همسر مسابقه‌ای است که مردان شرکت کننده در مسابقه در حالی که همسران خود را به دوش گرفته‌اند به رقابت بایکدیگر می‌پردازند.پیروز این مسابقه کسی است که در سریعترین زمان و با عبور از موانع در مسیری به طول ۲۵۰ متر زن را حمل کند. مردان می‌توانند هر زن بالای ۱۶ سال را به عنوان همسر نمادین حمل کنند.
نوع حمل زن در این مسابقات با توجه به محل برگزاری متفاوت است در برخی موارد زنان بر پشت مرد سوار می‌شوند ولی در نمونه استونیایی این رقابت، زن در حالیکه واژگون شده‌است پاهایش بر روی شانه رقابت دهنده قرار می‌گیرد.
این رقابت‌ها در چند کشور برگزار می‌شود در فنلاند جایزه برنده مسابقه آبجو است.